# Шарлъттаун
Шарлъттаун (на английски: Charlottetown) е столицата на провинцията Остров Принц Едуард в Канада.
Има население от 32 174 жители (2006) и обща площ от 44,33 км². Основана е през 1764 г., а получава статут на град на 17 април 1855 г.
Шарлъттаун е окръжен център на окръг Куинс.